# Blaignan-Prignac
Blaignan-Prignac es una comuna nueva francesa situada en el departamento de Gironda, de la región de Nueva Aquitania.

## Historia
Fue creada el 1 de enero de 2019, en aplicación de una resolución del prefecto de Gironda de 1 de octubre de 2018 con la unión de las comunas de Blaignan y Prignac-en-Médoc, pasando a estar el ayuntamiento en la antigua comuna de Blaignan.

## Demografía
Según los datos aportados en la resolución del prefecto de Gironda, la comuna se crea con 472 habitantes.

## Composición
| Comuna fusionada | Código INSEE | Población (2016) | Superficie (km²) | Densidad (hab./km²) |
| ---------------- | ------------ | ---------------- | ---------------- | ------------------- |
| Blaignan         | 33055        | 263              | 6.83             | 39                  |
| Prignac-en-Médoc | 33338        | 206              | 7.44             | 28                  |